# Analisi di Fourier

Approssimazione della funzione onda quadra attraverso i primi quattro termini della corrispondente trasformata di Fourier

In analisi matematica, l'analisi di Fourier,  nota anche come analisi armonica, è una branca di ricerca che ha preso avvio dalle ricerche di Jean Baptiste Joseph Fourier che, nei primi anni dell'Ottocento, riuscì a dimostrare matematicamente come una qualunque funzione periodica poteva essere scomposta in una somma di infinite "opportune" funzioni o componenti sinusoidali (seno e coseno) dette armoniche. Da tale constatazione nasce dunque l'idea di scomporre funzioni complicate in una serie di funzioni, nota come serie di Fourier, rendendone l'analisi più semplice e vantaggiosa. Dal concetto matematico di serie di Fourier discende anche la nozione di trasformata di Fourier ed il relativo concetto associato di dominio della frequenza.